# National Gallery of Canada

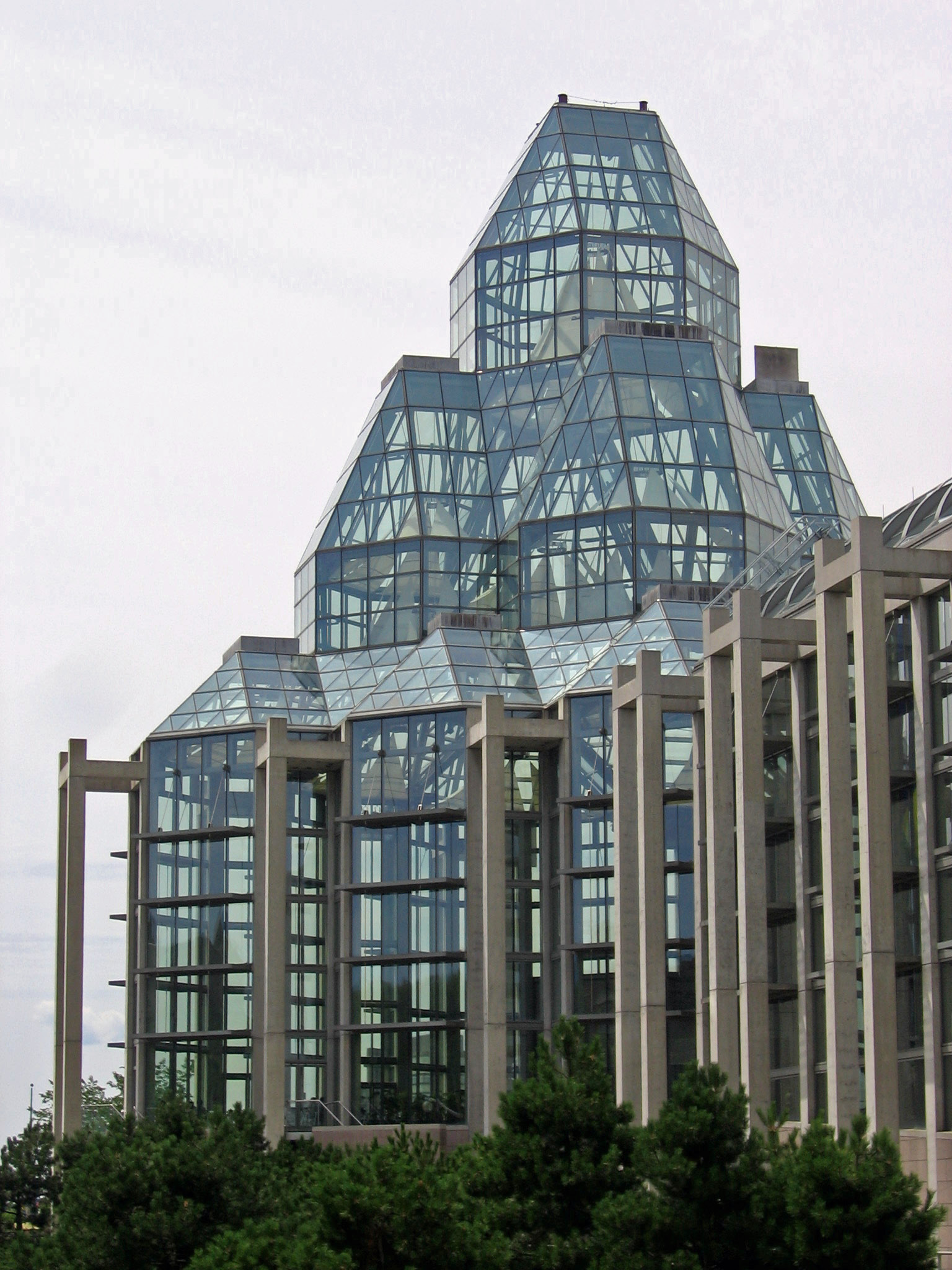
Tornet på National Gallery of Canada

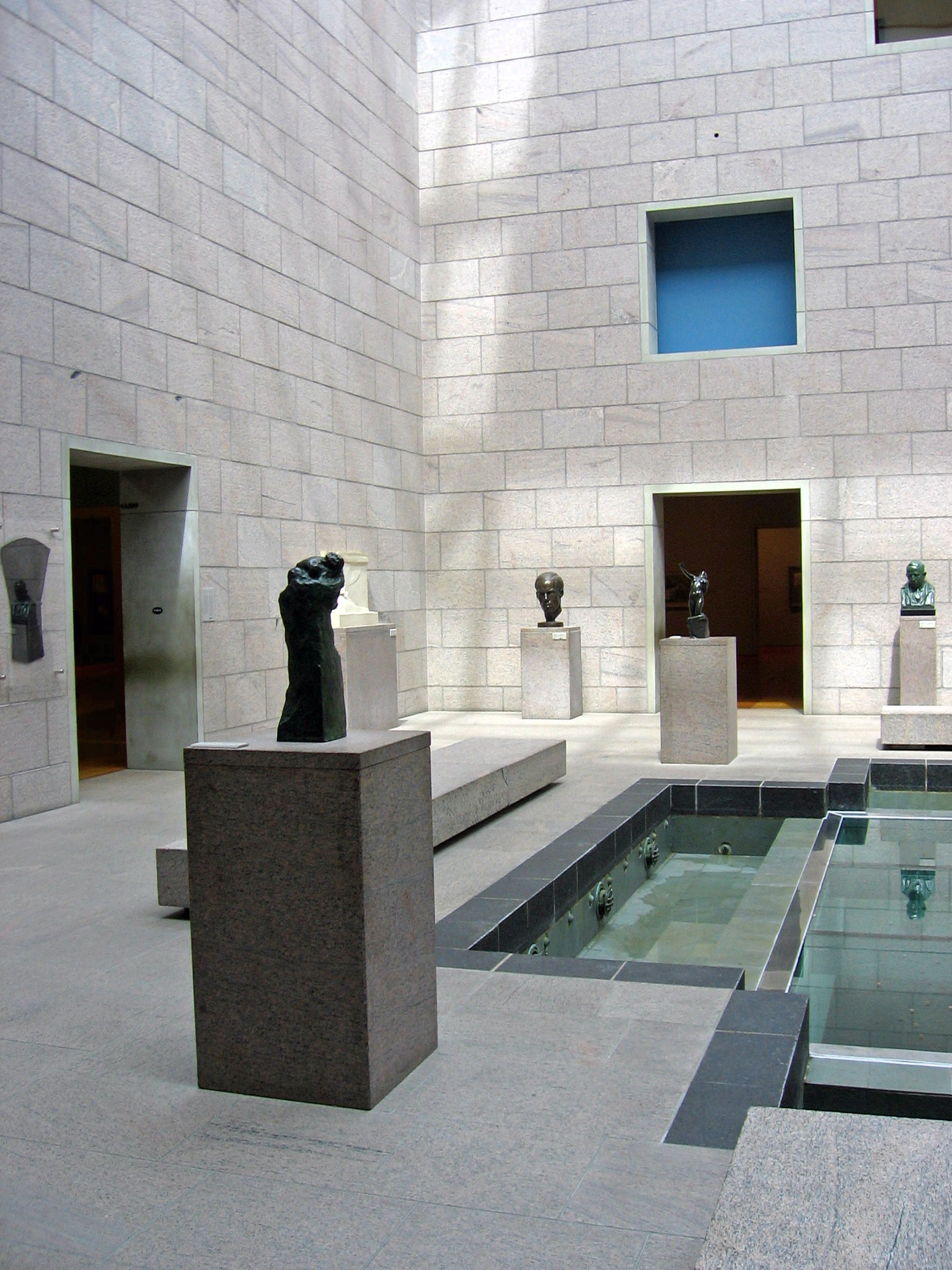
Skulpturinnergården

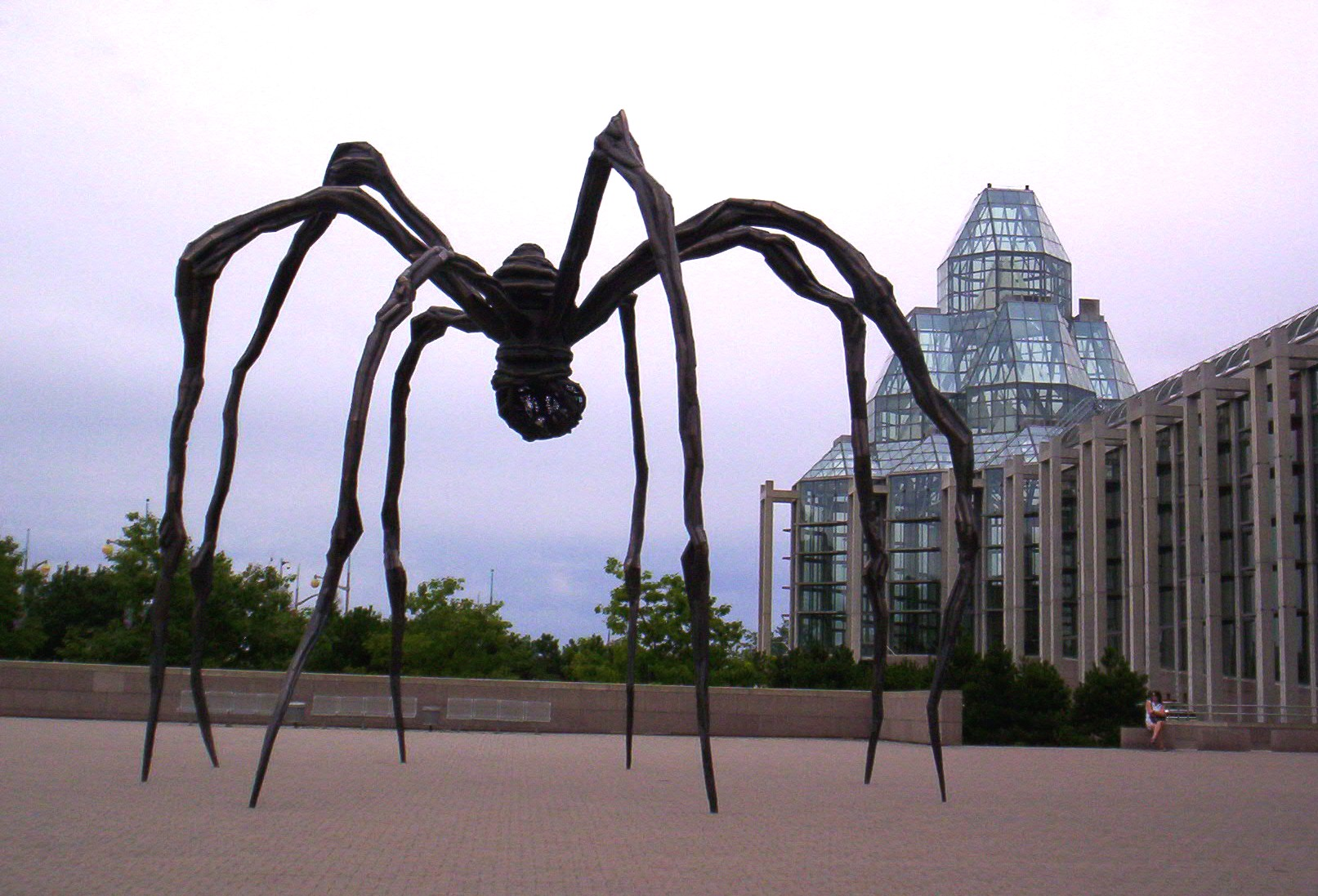
Maman av Louise Bourgeois står utanför museets entré

National Gallery of Canada (franska: Musée des beaux arts du Canada ) är ett kanadensiskt konstmuseum i Ottawa.
National Gallery of Canada är numera inhyst i en granit- och glasbyggnad på Sussex Drive med utsikt över det kanadensiska parlamentet på Parliament Hill. Byggnaden ritades av Moshe Safdie och invigdes 1988.
Museet grundades 1880 och flyttade 1880 in i sin första byggnad på Parliament Hill i samma byggnad som Kanadas Högsta domstol. År 1911 flyttade museet till Victoria Memorial Museum, vilket nu inhyser Canadian Museum of Nature. År 1962 flyttade museet till en anspråkslös kontorsbyggnad vid Elgin Street och slutligen 1988 till den nuvarande byggnaden på Sussex Drive bredvid kullen Nepean Point.
Museet är främst inriktat på kanadensisk konst, men har också europeiska verk. Av kanadensisk konst finns bland annat verk av Tom Thomson och Group of Seven samt av Emily Carr och Alex Colville.

## Verk i urval
- Brillo av Andy Warhol
- Composition No. 12 with Blue av Piet Mondrian
- Entombment of Christ av Peter Paul Rubens
- Eve, the Serpent and Death av Hans Baldung
- Skog av Paul Cézanne
- Forty-Part Motet av Janet Cardiff
- Gala and The Angelus of Millet Before the Imminent Arrival of the Conical Anamorphoses av Salvador Dalí
- Hay Harvest at Éragny av Camille Pissarro
- Hope I av Gustav Klimt
- Iris av Vincent Van Gogh
- The North American Iceberg av Carl Beam
- Maman av Louise Bourgeois
- Meadow and Farm of Jas de Bouffan av Paul Cézanne
- Memories of My Youth av Marc Chagall
- No. 29 av Jackson Pollock
- Nude on a Yellow Sofa av Henri Matisse
- Jean-Pierre Hoschedé et Michel Monet au bord de l'Epte av Claude Monet
- Perspective: Madame Récamier by David av René Magritte
- Katedralen i Salisbury sedd från biskopens trädgård av John Constable
- Still-life: Flowers av Vincent Van Gogh
- Study for Portrait No. 1 av Francis Bacon
- The Death of General Wolfe av Benjamin West
- The Age of Bronze av Auguste Rodin
- The Mechanic av Fernand Léger
- The Port of Antwerp av Georges Braque
- The Small Table av Pablo Picasso
- Venus av Lucas Cranach den äldre
- Voice of Fire av Barnett Newman